# اورتاقشلاق (تاجیکستان)
باستان‌ده یا اورتاقشلاق یک شهرک در غرب تاجیکستان است که در ولایت سغد واقع شده‌است.